# Oezon
De Oezon (Russisch: Узон), volledig Sopka Oezon, is een caldera met een omvang van 9 bij 12 kilometer en een hoogte van ongeveer 400 meter in het oostelijke deel van het Russische schiereiland Kamtsjatka. De caldera vormt samen met de caldera Gejzernaja het grootste geothermische veld op Kamtsjatka, dat zich in het biosfeerreservaat zapovednik Kronotski bevindt. Ten oosten van de caldera bevindt zich de Vallei van de Geisers.

## Geschiedenis
De basis van de caldera is een uitgedoofde stratovulkaan die ongeveer 300.000 jaar geleden ontstond en een hoogte had van 3000 meter.
De huidige depressie van 7 bij 18 kilometer, die de caldera's gezamenlijk vormen ontstond ongeveer 40.000 jaar geleden als gevolg van verschillende grote uitbarstingen tijdens het midden van het Pleistoceen, waarbij 20 tot 25 km³ ignimbriet werd verspreid over een groot gebied en de stratovulkaan plaatsmaakte voor de caldera. Aan westelijke zijde bevindt zich de Barani-piek, een 1500 meter hoog overblijfsel van de voormalige vulkaan. In het noordoostelijke deel van de caldera bevindt zich het Dalnymeer, een maar dat ontstond door een Holocene uitbarsting ongeveer 8000 jaar geleden en dat een diameter heeft van ongeveer een kilometer. Rond dit meer groeien Ermans berken en Siberische dwergdennen.
Voor de komst van de Russen was de caldera reeds bekend bij de Itelmenen, die er grondstoffen voor verf zochten. De eerste westerling die de caldera bezocht was de Baltische Duitser Karl von Ditmar in 1854.
Het mineraal uzoniet is vernoemd naar de vulkaan.